# Кобона: Дорога жизни
«Кобона: Дорога жизни» — музей, расположенный в деревне Кобона (Кировский район Ленинградской области) и посвящённый работе Дороги жизни на этом участке.
Перед зданием музея установлен памятник уроженцу Кобоны, лауреату Ленинской премии поэту А. А. Прокофьеву.
В музее работает постоянная экспозиция, к памятным датам организуются экскурсии для ветеранов. Также можно посетить виртуальный тур по музею «Кобона: Дорога жизни».

## История музея
Музей «Кобона: Дорога жизни» был открыт в 1980 году.
Экспозиция музея расположилась в здании бывшей кобонской средней школы. В период Великой Отечественной войны в этом здании располагался эвакуационный пункт, входивший в комплекс Дороги жизни. Здание школы является объектом культурного наследия России, памятником истории регионального значения (объект «Школа, в которой учился с 1908—1913 гг. Прокофьев Александр Андреевич, советский поэт»).
В 1988 году музей вошёл в состав комплекса Музея-заповедника «Прорыв блокады Ленинграда».
14 мая 2010 года произошёл пожар, в результате которого значительно пострадало от огня историческое здание музея. Сохранились лишь каменная цокольная часть здания и крыльцо из путиловского известняка со стороны лицевого фасада. Однако к сентябрю 2015 года здание было полностью восстановлено по чертежам оригинала. В отремонтированном здании открылась постоянно действующая выставка, посвящённая Дороге жизни. Также после восстановления в музее дополнительно появилась краеведческая экспозиция, рассказывающая об истории края. На реставрацию музея, создание экспозиции и благоустройство было потрачено более 49,3 млн рублей из областного бюджета.
В основу экспозиции легли художественные и картографические материалы из личного архива Симона Гельберга, являвшегося одним из инженеров Дороги жизни. Помимо этого, музей располагает хронико-документальным фильмом «Ленинград и Большая земля», который демонстрируется в кинозале музея. Фильм создан на основе видеоматериалов Государственного Архива Кинофотодокументов.
Подборка документов и графических материалов музея демонстрирует не только материалы, посвящённые деятельности Дороги жизни, но и включает в себя документы и материалы, рассказывающие об инженерных и логистических работах и расчётах, использование которых легло в создание Дороги жизни.
В 2020 году, к 8 сентября, когда отмечается памятная траурная дата начала блокады Ленинграда, на территории, прилегающей к музею, был установлен памятник водителям Дороги жизни, который получил название «Неизвестному водителю».